# سرگئی کاپیتسا
 سرگئی کاپیتسا (روسی: Серге́й Петро́вич Капи́ца؛ زاده ۱۴ فوریهٔ ۱۹۲۸ – درگذشته ۱۴ اوت ۲۰۱۲) یک فیزیک‌دان و جمعیت‌شناس اهل روسیه بود.